# Chaetostoma dupouii
Chaetostoma dupouii är en fiskart som beskrevs av Fernández-yépez, 1945. Chaetostoma dupouii ingår i släktet Chaetostoma och familjen Loricariidae. Inga underarter finns listade i Catalogue of Life.